# Into the Jaws of Death
Taxis to Hell – and Back – Into the Jaws of Death, couramment nommée Into the Jaws of Death (« Dans la gueule de la Mort »), est une photographie d'Omaha Beach lors du débarquement de Normandie le jour J (le 6 juin 1944), au cours de la Seconde Guerre mondiale. Elle a été prise à partir d'une barge de débarquement de l'USS Samuel Chase (en), par Robert F. Sargent, chef photographe de la Garde côtière des États-Unis.

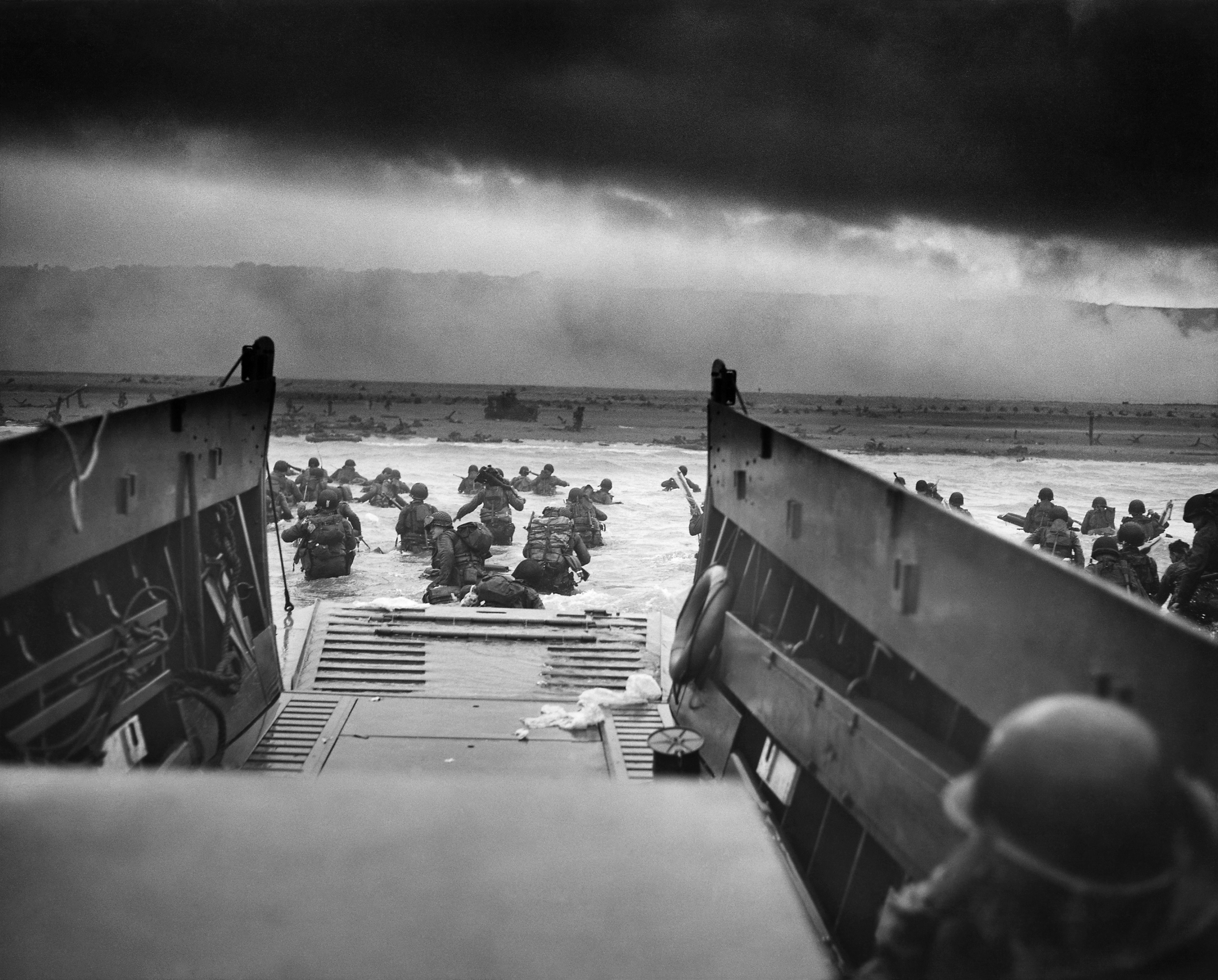
Into the Jaws of Death, photographie de Robert F. Sargent.

Le titre de cette photographie en noir et blanc provient du poème Charge de la brigade légère d'Alfred Tennyson.

## Description

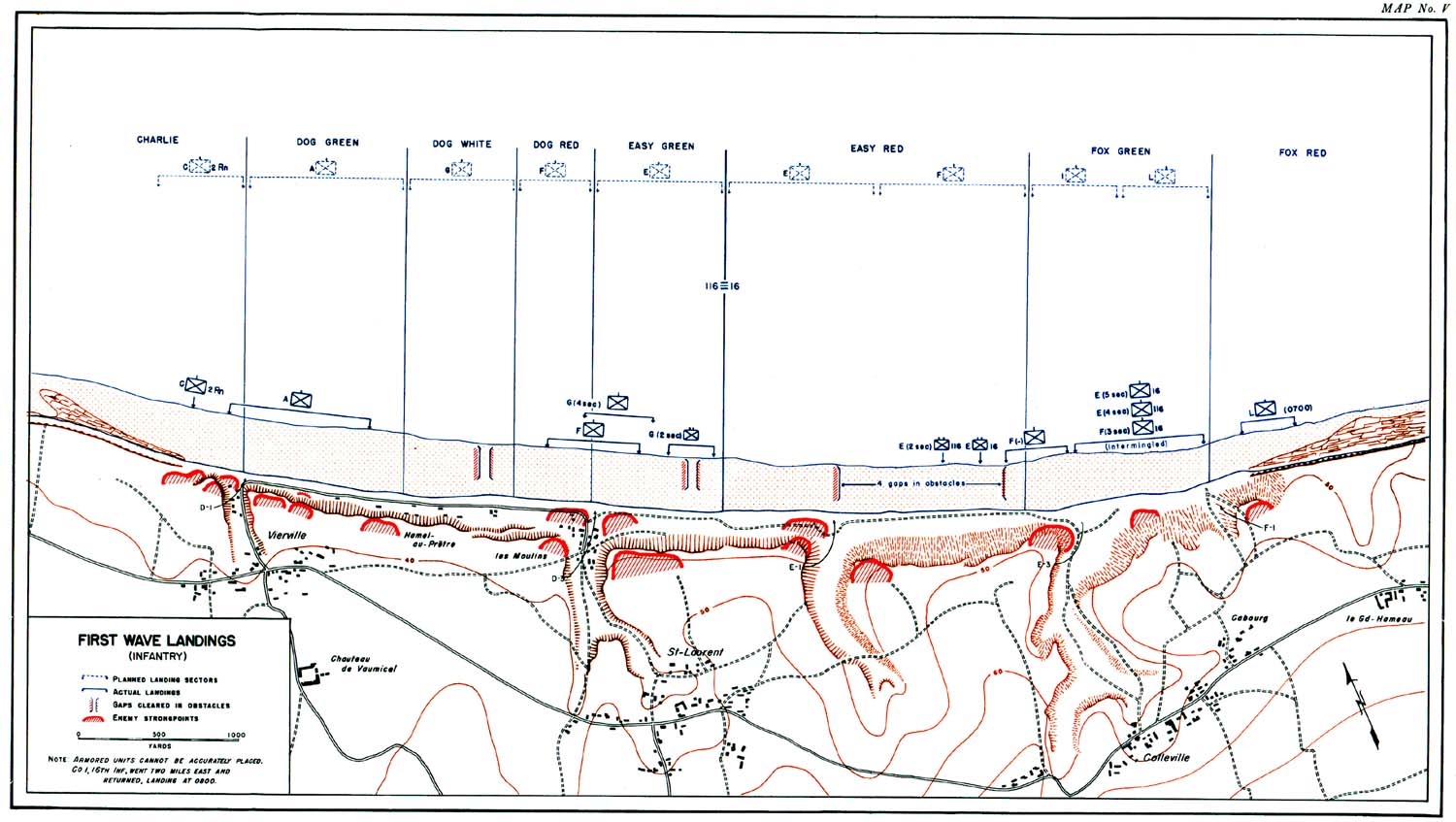
Brèches (en sur la carte) effectuée par la en chargée d'éliminer les obstacles de plage.

La photographie montre des fantassins lourdement chargés de la 1re division d'infanterie. Une fois la rampe du LCVP abaissée, les G.I.'s  débarquent de la barge, se jettent à l'eau et avancent vers le rivage. Leur progression vers la plage est rendue difficile par le poids de leur équipement et par le fait qu’ils sont à moitié immergés. L'assaut a lieu dans le secteur de Easy Red d'Omaha, entre les sorties de plage 1 et 3. La photo a été prise vers 7h30, ce qui ne correspond pas à la première vague d'assaut. La première consiste en effet en un bataillon d'assaut chargé composé notamment de 32 chars Sherman M4 transformés en DD amphibies, de la compagnie A du 741ème bataillon de chars (en). Il est chargé de fournir des tirs de couverture à la seconde vague, débarquée deux minutes plus tard et composée de la Gap Assault Team 10. Un des cinq chars Sherman M4 est visible sur la plage, les vingt-sept autres ayant coulé à pic car ils avaient été lancés trop loin du rivage et par une mer trop forte.
La couverture nuageuse basse explique en partie que les bombardements aériens et navals préalables au débarquement n'ont pas eu l'efficacité attendue : les nids de résistance WN 62 et WN 65 ne sont pas neutralisés.
La photographie montre également la levée de galets qui baigne les pieds de la falaise, et la ligne de crête bien dessinée.